# Lorde (krater)
Lorde är en nedslagskrater på planeten Merkurius, med en diameter på ungefär 45 kilometer.
2022 uppkallades kratern efter den amerikanska poeten Audre Lorde.